# Mai Sao
Mai Sao là một xã thuộc huyện Chi Lăng, tỉnh Lạng Sơn, Việt Nam.
Xã Mai Sao có diện tích 32,91 km², dân số năm 1999 là 3.497 người, mật độ dân số đạt 106 người/km².
Theo thống kê năm 2019, xã Mai Sao có diện tích 32,91 km², dân số là 3.502 người, mật độ dân số đạt 106 người/km².